# Konstantyn Duca
Konstantyn Duca (rum. Constantin Duca) – hospodar Mołdawii w latach 1693–1695 i 1700–1703.

## Biografia
Był synem hospodara mołdawskiego Jerzego Duki i zięciem hospodara wołoskiego Konstantyna Brâncoveanu, któremu zawdzięczał obejmowanie tronu mołdawskiego. Po raz pierwszy został hospodarem mołdawskim z woli Wysokiej Porty w 1693 po śmierci Konstantyna Kantemira i próbie objęcia władzy przez jego syna Dymitra. Po dwóch latach został jednak usunięty z powodu porozumienia antytureckiego z Habsburgami. Zastąpiony przez Antiocha Kantemira zdołał powrócić na tron dzięki poparciu teścia w 1700. Podczas drugiego swojego panowania przeprowadził reformę podatkową, m.in. w celu uspokojenia niezadowolonych chłopów, choć generalnie okres jego rządów charakteryzuje się wzrostem obciążeń podatkowych, m.in. z uwagi na spore zadłużenie samego hospodara. W 1703 ponownie został usunięty z tronu z powodu nawiązania kontaktów z Rosją.